# Hülya Doğan-Netenjakob
Hülya Doğan-Netenjakob (* 1967 in Köln) ist eine deutsch-türkische Schauspielerin, Kabarettistin, Regisseurin und Theaterwissenschaftlerin. 

## Leben
Sie lebte zwischen 1980 und 1991 in İzmir und studierte dort Schauspiel und Theaterwissenschaft.  Danach war sie bis 1995 in İzmir und Köln ansässig, bevor sie sich wieder ganz in Deutschland niederließ. Sie ist auch als Regisseurin aktiv und in Kabarettprogrammen mit ihrem Bruder Serhat Doğan und ihrem Mann Moritz Netenjakob deutschlandweit auf Bühnen zu sehen.
Seit 1995 inszeniert sie in Deutschland Theaterstücke, Kinder- und Jugendprojekte, Lesungen, Comedy- und Kabarettprogramme. Von 2000 bis 2005 war sie als Schauspielerin mit dem Theater Türkis und dem Stück Weiss’ Du?!  unterwegs. Zurzeit ist sie mit dem Kabarettprogramm Zuckerfest für Diabetiker zu sehen. Zusammen mit Daniela Lebang tritt sie für Kinder mit der deutsch-türkischen Lesung des Märchens Die Perlen weinende Mädchenfee auf. Zudem coacht sie Schauspieler, Kabarettisten und Comedians.